# Yaa Asantewaa
Yaa Asantewaa (ur. 1840, zm. 17 października 1921) Królowa Matka Ejisu, stanu w Konfederacji Asante (teraz część współczesnej Ghany) (mianowana przez swojego brata ejisuhene (władcę Ejisu) Nana Akwasi Afrane Okpese). Jest znana w historii jako lider buntu Aszanti przeciw brytyjskiemu kolonializmowi w roku 1900 znanego jako Wojna o Złoty Stolec.